# United Nations Relief and Rehabilitation Administration
De United Nations Relief and Rehabilitation Administration (UNRRA) was een internationale commissie die in 1943, tijdens de Tweede Wereldoorlog, werd opgezet om hulp te verlenen aan landen die bevrijd waren van de asmogendheden.
De commissie werd voorgesteld aan de Amerikaanse president Franklin D. Roosevelt door het Amerikaans Congres. Roosevelt had voor een dergelijk plan al bijval gekregen van het Verenigd Koninkrijk, de Sovjet-Unie en China, en probeerde de goedkeuring te krijgen van zo'n veertig andere landen om de Verenigde Naties op te richten.
In november 1943 ondertekenden 44 landen de oprichtingsakte, waaronder Nederland en België. Hoewel in de naam de term "Verenigde Naties" werd gebruikt, werd deze organisatie twee jaar voor de eigenlijke Verenigde Naties opgericht. De term "Verenigde Naties" werd oorspronkelijk gebruikt voor de geallieerden.
De organisatie viel onder het Supreme Headquarters Allied Expeditionary Force, het opperbevel van de geallieerde strijdkrachten. UNRRA was actief tot 1947 in Europa, en tot 1949 in Azië. In Europa werd het werk van de UNRRA overgenomen door het Europees Herstelprogramma, officieus het Marshallplan genaamd.
In de praktijk hield de UNRRA zich bezig met de ondersteuning en repatriëring van zogenaamde displaced persons, mensen die zonder papieren door Europa en Azië zwierven. Dit konden vluchtelingen zijn, maar ook mensen die in concentratiekampen hadden gezeten. Later ondersteunde ze ook burgers van die landen met levensmiddelen en kleding. Later werd zaaigoed uit de VS verdeeld om de landbouw weer op gang te helpen. Ook bij de verdeling van voertuigen die in Amerikaanse legerdumps aanwezig waren speelde de UNRRA een rol.